# Vihula
Vihula est un village de la commune de Vihula dans le Viru oriental en Estonie. Le village compte 105 habitants au 1er janvier 2012.

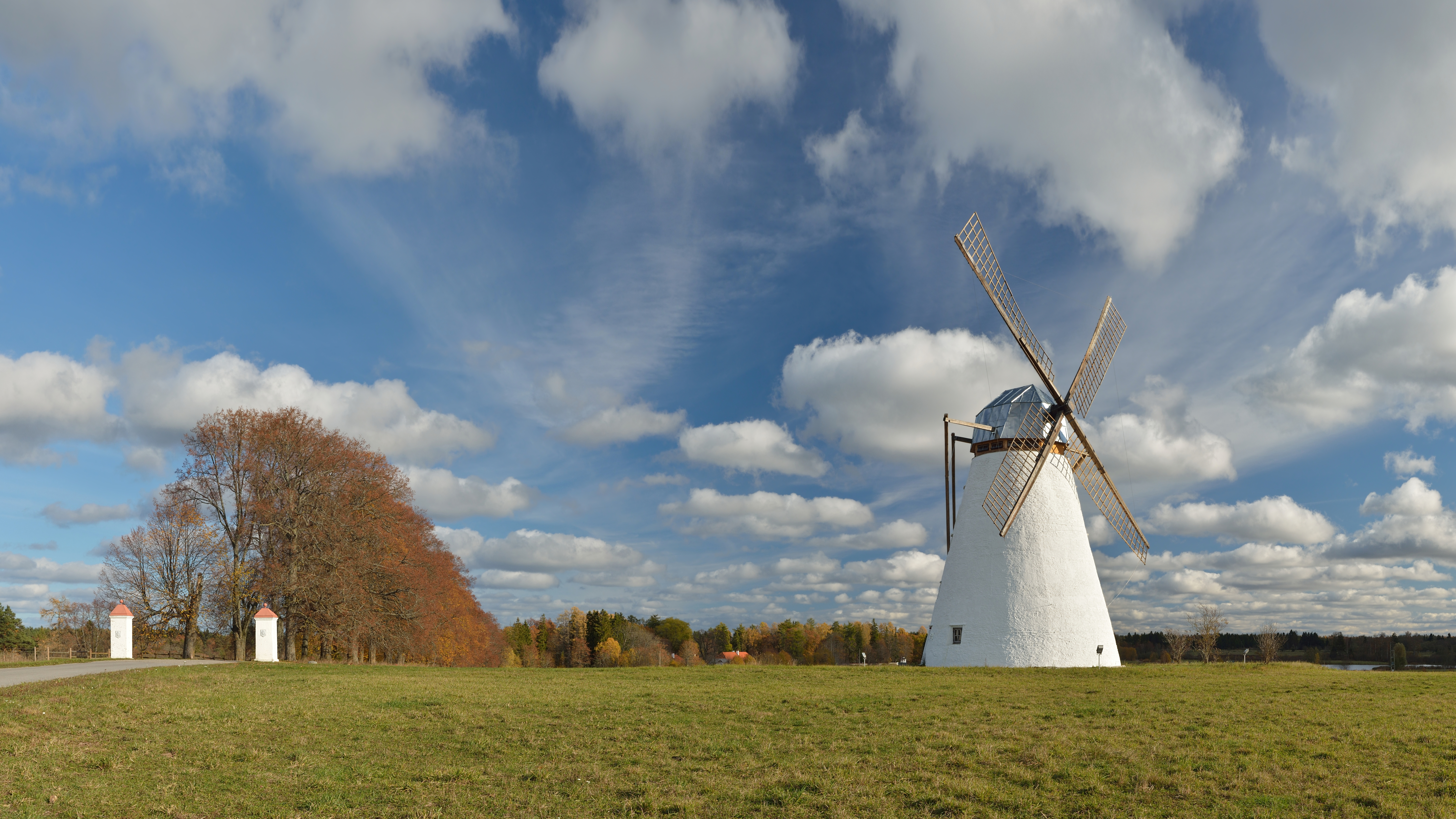
Moulin du manoir de Vihula